# V.D.
《V.D.》는 VALSHE의 2번째 정규 음반이다. 2014년 2월 19일에 빙에서 발매됐다.

## 개요
빙 이적 후, 첫 음반. 초회한정반은 DVD 외에 봉입특전, 게다가 특수 패키지 사양으로 되어있다. 본작의 발매를 기회로, 5pb. 레코드에서 발매된 데뷔 음반 《storyteller》를 동시 볼매로 재발매한다. 본잘은 “VALSHE가 VALSHE인, 그 의미란? - VALSHE's Identity”를 테마로 제작됐다.

## 수록곡
1. Overture (2:32)
작곡: 미나토, 편곡: G'n-
2. RAGE IDENTITY (4:20)
작사: VALSHE, 작곡: 미나토, 편곡: G'n-
음반 타이틀곡[3].
3. Butterfly Core (4:20)
작사: VALSHE, 작곡: 미나토, 편곡: 사이토 신야
4. AFFLICT[주 1] (4:37)
작사: VALSHE, 작곡: 미나토, 편곡: G'n-
5. ASTRAEA (5:07)
작사: VALSHE, 작곡: 미나토, 편곡: 사이토 신야
6. Human Dolls (3:49)
작사·작곡: 미나토, 편곡: G'n-
7. Mr.Diorama (3:59)
작사: VALSHE, 작곡: 미나토, 편곡: G'n-
8. Blissful Jail (4:21)
작사·작곡: VALSHE, 편곡: G'n-
9. BLESSING CARD (3:52)
작사: VALSHE, 작곡: 미나토, 편곡: 사이토 신야
10. Leopardess (3:52)
작사·작곡: 미나토, 편곡: G'n-
11. EVALUATION (4:31)
작사: 미나토, 작곡: 도리코, 편곡: G'n-
12. Prize of Color (4:50)
작사: VALSHE, 작곡: 미나토, 편곡: G'n-
13. Tigerish Eyez (4:43)
작사: VALSHE: 작곡: 미나토, 편곡: 사이토 신야
14. Fragment[주 1] (4:27)
작사: VALSHE, 작곡: 미나토, 편곡: G'n-
15. Sincerely (5:01)
작사: VALSHE, 작곡: 미나토, 편곡: FAITH-T

### 내용주
1. 1 2  싱글로는 일본 컬럼비아에서 〈AFFLICT/Fragment〉로 발매됐다.

### 참조주
1. ↑  VALSHE, 2년 만의 정규 음반 《V.D.》 발매 결정 나탈리
2. ↑  VALSHE, 명탐정 코난 OP 수록한 음반 《V.D.》 2월 발매 보관됨 2015-05-18 - 웨이백 머신 Musicman-NET
3. 1 2  “TV 애니메이션 《명탐정 코난》 OP 테마로 화제의 VALSHE, 2번째 음반이 2014년 2월 19일에 발매 결정!”. 《애니메이트 TV》 (애니메이트, 프런티어 워크스). 2013년 12월 25일. 2014년 8월 2일에 원본 문서에서 보존된 문서. 2014년 7월 15일에 확인함.